# ダックス
ダックス（英: Dax）は、SFドラマ『スタートレック:ディープ・スペース・ナイン』に登場する架空の生物。

## 概要
トリル星の共生生物であり、選ばれたトリル人の「ホスト」（母体となるヒューマノイド）と合体する（体内に移植される）ことによって新たな人格を形成し、また歴代のホストが身につけた知識や経験（そして人格までも）を貯えて新たにホストになった者と共有していく。ダックスは共生生物の中でも長生きしている方であり、ドラマの設定では、それまでに9人のホストと合体している（第120話「末裔の星」によるとその後も200年以上生き続けている）。ホストの言動を通じてその存在は常に示されているが、共生生物の姿が映像に登場するのは数回である。

## 歴代のホスト

### 正史のホスト
1. リラ - 女性。トリル立法府の議員。アージャスという息子がいた。
2. トビン - 男性。数学者にして技術者。内向的な性格で緊張すると爪を噛む癖がある。ファノンではNX級2番艦コロンビアのエンジンを組み立てた技術者の一人だったことになっている。
3. エモニー - 女性。体操選手。レナード・マッコイと交流した事もある。
4. オウドリッド - 女性。合体審査理事会の理事長であり、二人の子供の母親。
5. トライアス - 男性。宇宙船パイロットであったが、シャトルの新型エンジンをテスト中の事故により急死。妻のニラーニ・カーンも合体者であった。
6. ジョラン - 男性。音楽家だが精神的に問題があり、殺人を犯した。このためジョランの人格と記憶は封印され、ダックスとの合体についてトリルの公式記録では伏せられていた。そのためジャッジアもDS9第50話で彼の幻影をみるまで、存在を知らなかった。第163話にも死後の幻影として登場。
7. クルゾン - 男性。宇宙艦隊士官であり外交官。腕っ節が強く豪放磊落、いたずら好きで女たらしだがカリスマ性を持った有能な人物でもあった。ベンジャミン・シスコが艦隊士官になりたての若造の頃からの親友であり、彼に艦隊士官のなんたるかを叩き込んだ。シスコからは「親父さん」と呼ばれている。駆け引きがうまく、トンゴの腕はフェレンギ人が舌を巻くほど。クリンゴン人の文化にも造詣が深い。
8. ジャッジア
9. エズリ

### その他のホスト
べラード
DS9第24話に登場。合体審査理事会からホストとして不適格と判断された男性。ディープ・スペース・ナインを襲い、ジャッジアからダックスを奪って強引に合体したが、最終的に合体を解かれた。だがジャッジアの言動から判断するにベラードの人格はダックスの中に残った模様。なおこの時脅迫を手伝ったクリンゴン人は、VOYでトゥヴォックを演じたティム・ラスである。
イェドリン
DS9第120話に登場。ガンマ宇宙域のある惑星に不時着したU.S.S.ディファイアント乗員の子孫の1人で、ジャッジアから数えて3代後のホスト。男性。ただし、タイムパラドックスにより、彼と彼に至るホストは存在しなかったことになった。